# جیمز نچوی
جیمز ناکتوی (به انگلیسی: James Nachtwey) (زادروز ۱۴ مارس ۱۹۴۸) عکاس آمریکایی است، که در ژانر عکاسی خبری فعالیت می‌کند.
او در ماساچوست رشد یافت و از کالج دارتموث در رشتهٔ تاریخ هنر و علوم سیاسی فارغ التحصیل شد. و بعدها به دکترای افتخاری هنرهای زیبا از کالج هنر ماساچوست نائل آمد. عکس‌های جنگ ویتنام و جنبش حقوق مدنی آمریکا، تأثیر عمیق و بسزایی در تصمیم او برای عکاسی داشت. او عکاسی را به‌طور خودآموز فراگرفت و از تجربه و دانش عکاسان خبری دیگر استفاده نمود.

## عکاسی
در سال ۱۹۷۶ جیمز کار خود را به‌عنوان عکاس روزنامه در «نیومکزیکو» آغاز نمود و در سال ۱۹۸۰ به نیویورک نقل مکان کرد تا حرفهٔ خود را به‌عنوان عکاس آزاد مجله آغاز نماید. اولین مأموریت خارجی او پوشش جنگ داخلی ایرلند شمالی در طی اعتصاب غذای سازمان ارتش جمهوری‌خواه ایرلند در سال ۱۹۸۱ بود.
او عکس‌هایی از جنگ و فقر را در کشورهای مختلفی از جمله السالوادور، نیکاراگوئه، گواتمالا، لبنان، کرانه غربی رود اردن و نوار غزه، اسرائیل، اندونزی، تایلند، هند، سریلانکا، افغانستان، فیلیپین، کره جنوبی، سومالی، سودان، رواندا، آفریقای جنوبی، روسیه، بوسنی، چچن، رومانی، برزیل و ایالات متحده تهیه و در نمایشگاه‌های مختلفی ارائه کرده‌است. او در صحنهٔ حملات ۱۱ سپتامبر حاضر بوده و عکس‌های قابل‌قبولی را ارائه کرده‌است.
نچوی بارها در مسیر انجام وظیفهٔ حرفه‌ای شغل خود آسیب دید و در طول پوشش گسترده خبری از جمله حملهٔ آمریکا به کشور عراق برای اولین بار در جنگ مجروح شد. هنوز کاملاً بهبود نیافته بود که برای ثبت ویرانی‌های حادثه سونامی در دسامبر سال ۲۰۰۴ به جنوب شرقی آسیا سفر کرد.

## جوایز و افتخارات
از مهم‌ترین جوایز دریافتی وی، می‌توان به دریافت پنج بار مدال طلای  رابرت کاپا در سال‌های ۱۹۸۳، ۱۹۸۴، ۱۹۸۶، ۱۹۹۴ و ۱۹۹۸، دو بار جایزه جهانی عکس مطبوعات و یادبود «یوگن» را برای عکاسی بشردوستانه نام برد. همچنین او در سال ۲۰۰۷ یکی از سه برندهٔ جایزهٔ تد بود.
در سال ۲۰۰۱ کریستین فری فیلم مستندی به نام عکاس جنگ را براساس کارها و زندگی جیمز ناکتوی ساخت که نامزد دریافت جایزه اسکار شد.